# Alfa TV (Болгарія)
Alfa TV — телеканал в Болгарії.
Канал розпочав трансляцію 14 жовтня 2011 року. Веде трансляцію із Софії. Alfa TV належить болгарській політичній партії «Атака» в особі Волена Сидерова. Партія оголосила про розробку свого власного телеканалу в кінці 2009 року після припинення співпраці з каналом «СКАТ». Alfa TV має національне охоплення, цілодобову програму; транслюється кабельним і супутниковим телебаченням.